# Julie Hugo
Julie Hugo,  nascida Louise Rose Julie Duvidal de Montferrier (Paris, 1797 – Bruxelas, 10 de abril de 1865), foi uma pintora francesa do século XIX. 

## Carreira
Hugo nasceu em Paris em 1797, filha de Jean Jacques Duvidal de Montferrier (1752–1829) e Jeanne Delon (1770–1831).[carece de fontes?] Quando jovem, ela foi educada em Écouen sob Madame Campan. Ela era aluna de Jacques-Louis David, e mais tarde François Gérard e Marie-Éléonore Godefroid. Ela serviu como copiadora oficial de obras de Ingres e Delacroix, e frequentemente copiava obras de seu mentor Gérard para instituições francesas. De suas obras originais, muitos retratos e pinturas históricas foram mostrados no Salão de 1819 a 1827. Ela pintou duas cenas mitológicas para serem penduradas acima das portas no Château de Rambouillet; essas peças de cabeça são agora mantidas no Louvre. Ela tem a distinção de ser a única artista do sexo feminino a ter uma pintura pendurada na Assembleia Nacional Francesa Esta pintura, O Voto de St. Clotilde (1819), está pendurada faz dois séculos.

## Vida pessoal
Ela foi a professora de arte de Adèle Foucher, esposa de Victor Hugo. No início, Victor Hugo viu Julie Hugo como uma influência negativa sobre Foucher, devido ao seu papel como artista, mas após o casamento com seu irmão mais velho, Abel, eles acabaram se reconciliando. Seu casamento com Abel Hugo produziu dois filhos: Léopold Armand Hugo (1828–1895) e Joseph Napoléon Jules Hugo (1835–1863). Ela morreu em Bruxelas, em 10 de abril de 1865.[carece de fontes?]